# Nagaclovia piceipectus
Nagaclovia piceipectus är en insektsart som beskrevs av Matsumura 1940. Nagaclovia piceipectus ingår i släktet Nagaclovia och familjen spottstritar. Inga underarter finns listade i Catalogue of Life.